# Honda CB 1000
Honda CB 1000 – japoński motocykl typu naked bike produkowany przez firmę Honda w latach 1992-1997.

## Dane techniczne/Osiągi
Silnik: R4

Pojemność silnika: 998 cm³

Moc maksymalna: 98 KM/8250 obr./min

Maksymalny moment obrotowy: 90 Nm/5750 obr./min

Prędkość maksymalna: brak danych

Przyspieszenie 0-100 km/h: brak danych